# Güterbahnhof Altona

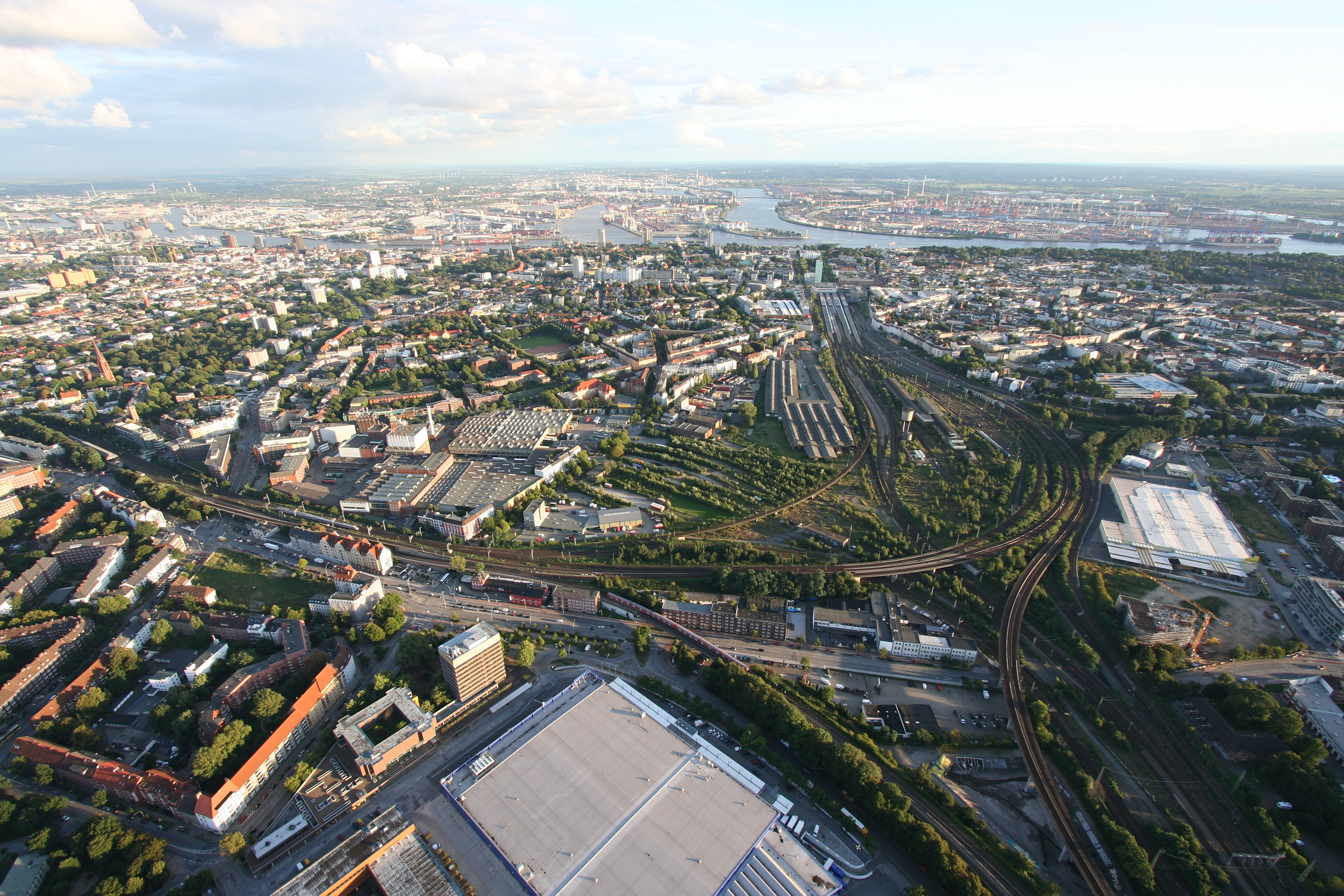
Auf dem Luftbild von 2010 sind rechts von der Mitte die langgestreckten Hallen des Güterbahnhofs zu sehen.

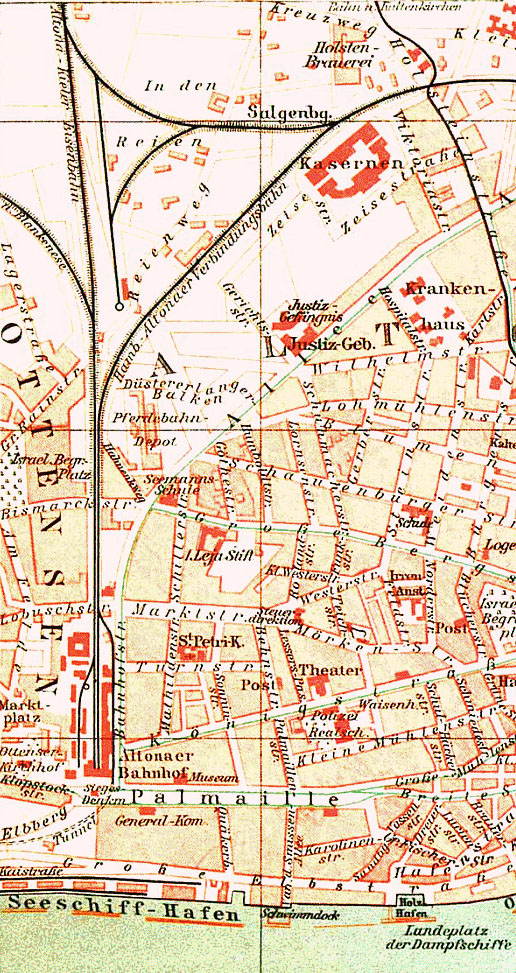
Auf dieser Karte von 1890 ist der erste Versandschuppen an einem Stichgleis innerhalb des Gleisdreiecks am "Reienweg" (eigentlich "Rainweg"), heutige "Harkortstraße" zu sehen.

Der Güterbahnhof Altona war für die damals selbständige preußische Stadt Altona / Elbe und später auch für das mit Altona vereinigte Hamburg ein bedeutender Knotenpunkt für den Güterverkehr und ein wichtiger Wirtschaftsfaktor. Von den Güterbahnhöfen der nach 1937 zu Hamburg eingemeindeten umliegenden Städte war der Güterbahnhof Altona der zweitgrößte nach dem Hamburger Hauptgüterbahnhof. Der letztere befand sich auf dem Gelände des vormaligen „Hannöverschen“ bzw. „Venloer“ Bahnhofs im Gebiet südlich des Hauptbahnhofs im Hamburger Hafen und wurde mit Einweihung des Hauptbahnhofs 1906 als Personenbahnhof abgelöst.
Der Altonaer Güterbahnhof umfasste letztlich eine Fläche von etwa 100.000 Quadratmetern und war bis 1996 in Betrieb. Es existieren beim Stand von 2016 noch zahlreiche Hallenbauten, ehemalige Betriebsgebäude und Reste von Gleisanlagen auf dem Gelände. Sie werden teils schon anderweitig genutzt, teils wird über deren weitere Nutzung für andere Zwecke noch diskutiert.

## Anfänge

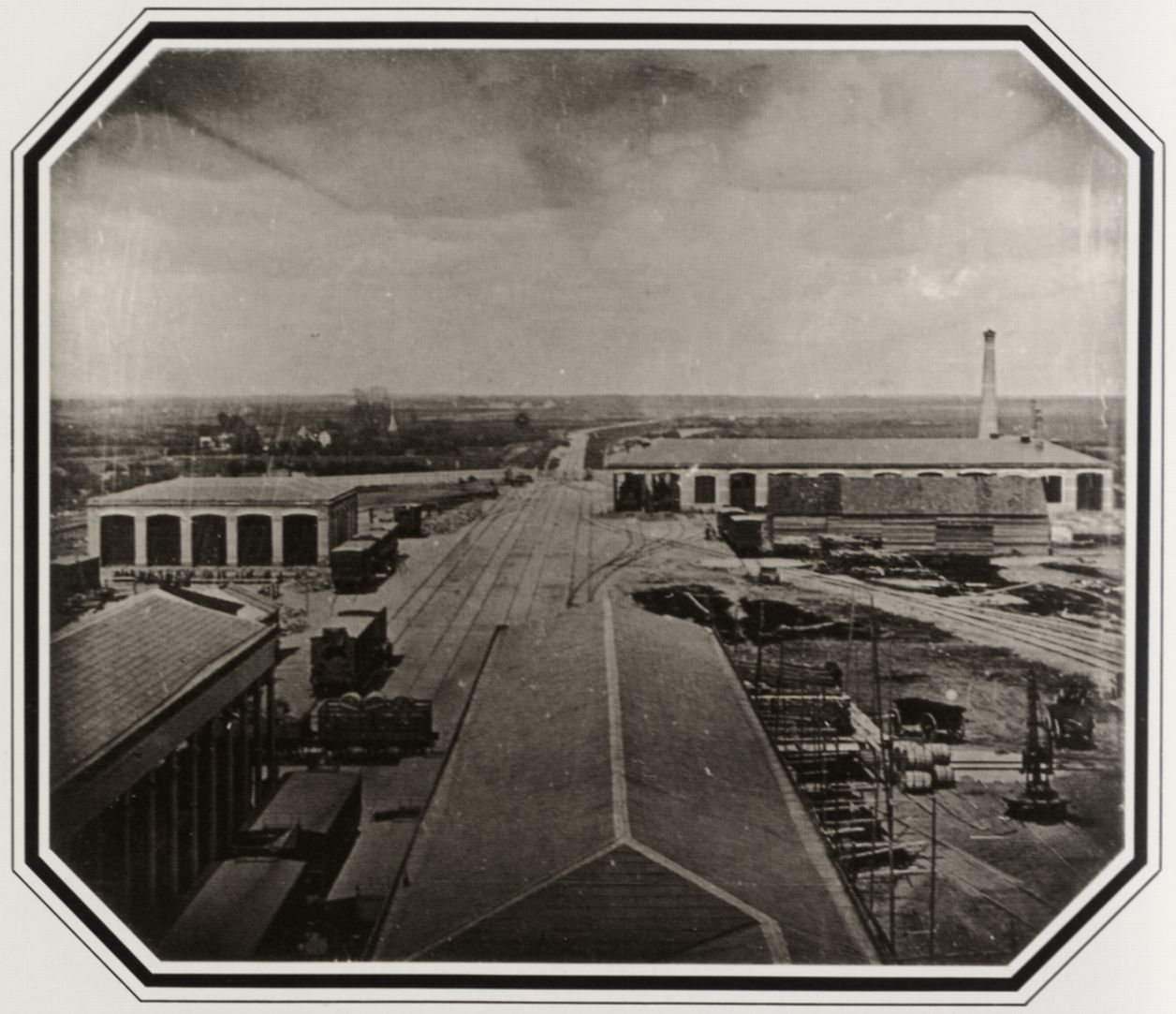
Gleisanlagen des ersten Altonaer Bahnhofs von 1844

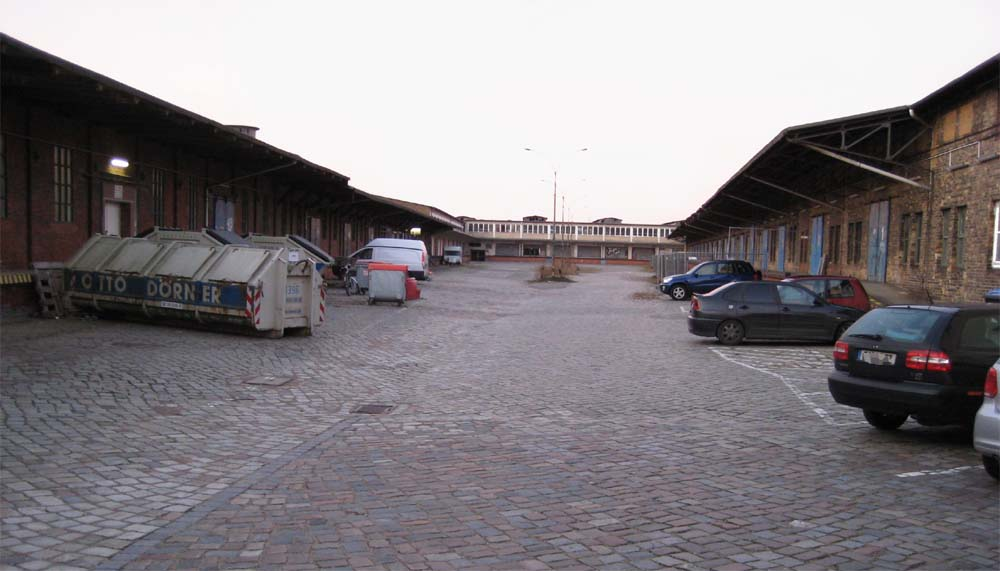
Auf dem Bild ist links der Versandschuppen von 1882, rechts der Empfangsschuppen von 1895 und im Hintergrund das Gebäude des Querbahnsteigs von 1959 für die dahinter abgehenden Ladebahnsteige.

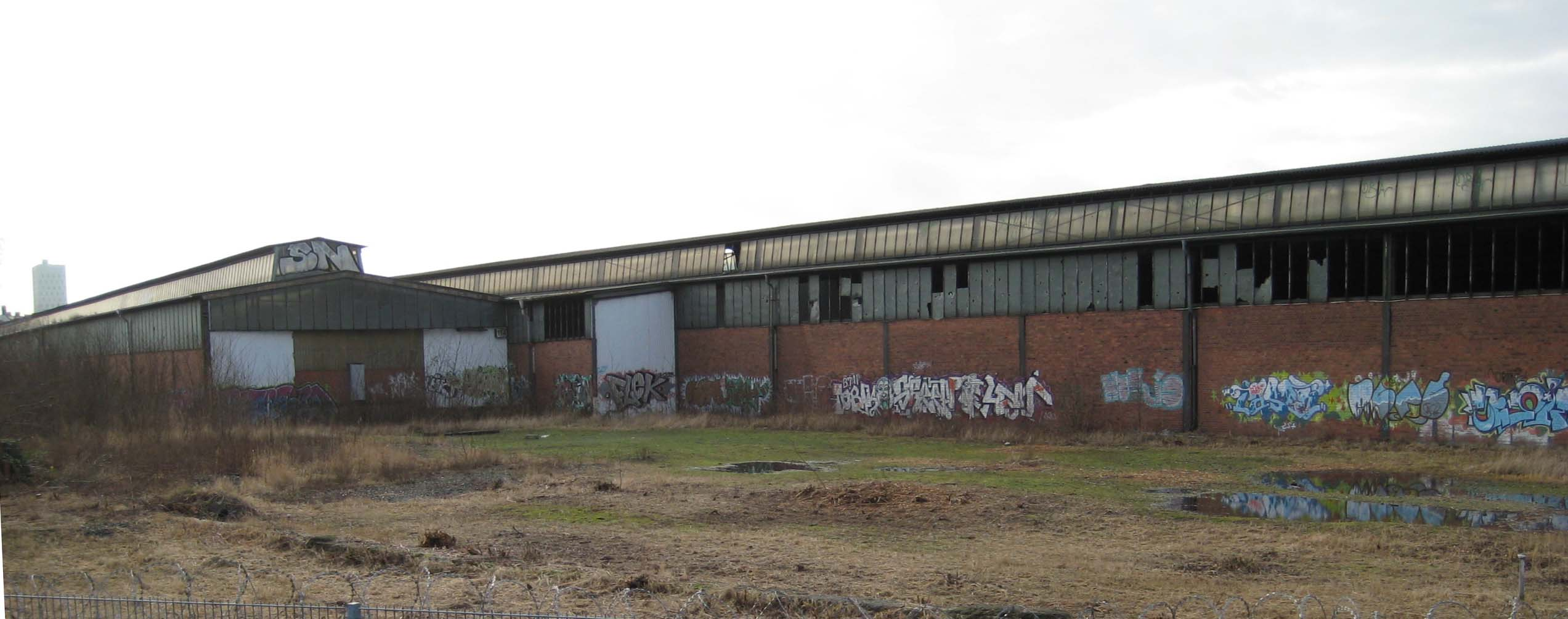
Nördliches Ende der östlich des Güterversandschuppens gelegenen Ladebahnsteig-Hallen. Zustand 2012

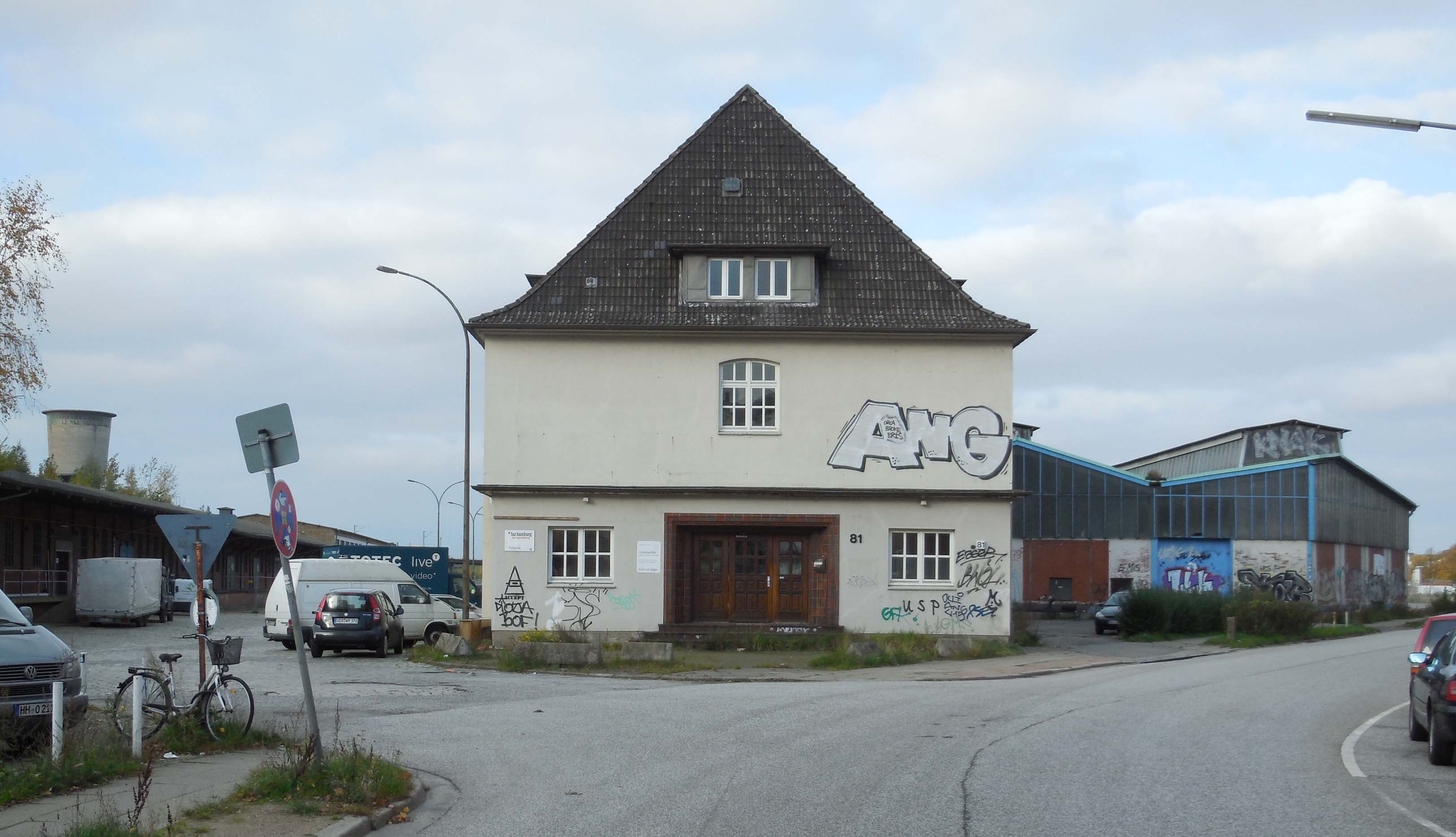
Die südlich abschließenden Stirnwände von Abfertigungsgebäude und Ladebahnsteig-Hallen, Zustand 2015

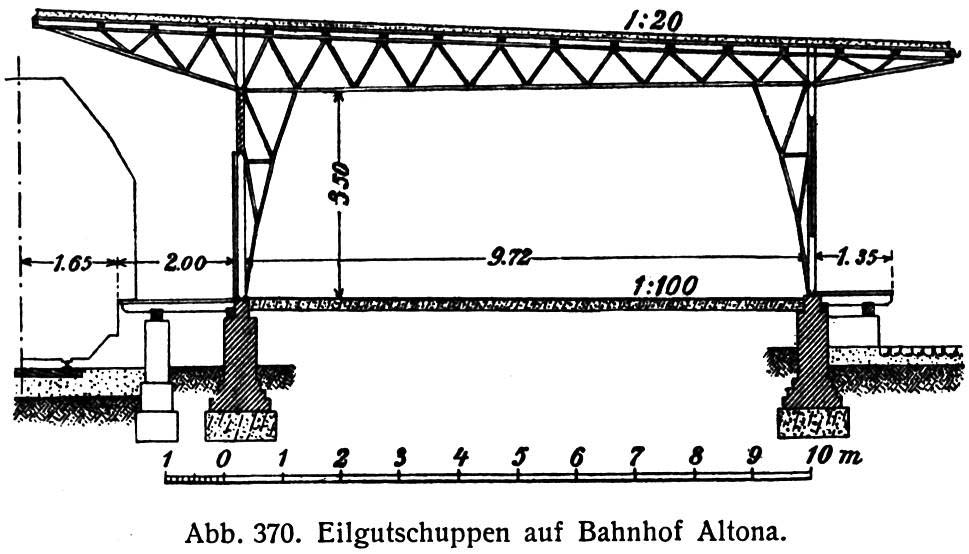
Querschnittszeichnung einer Ladebühnenanlage, erstellt vor 1914

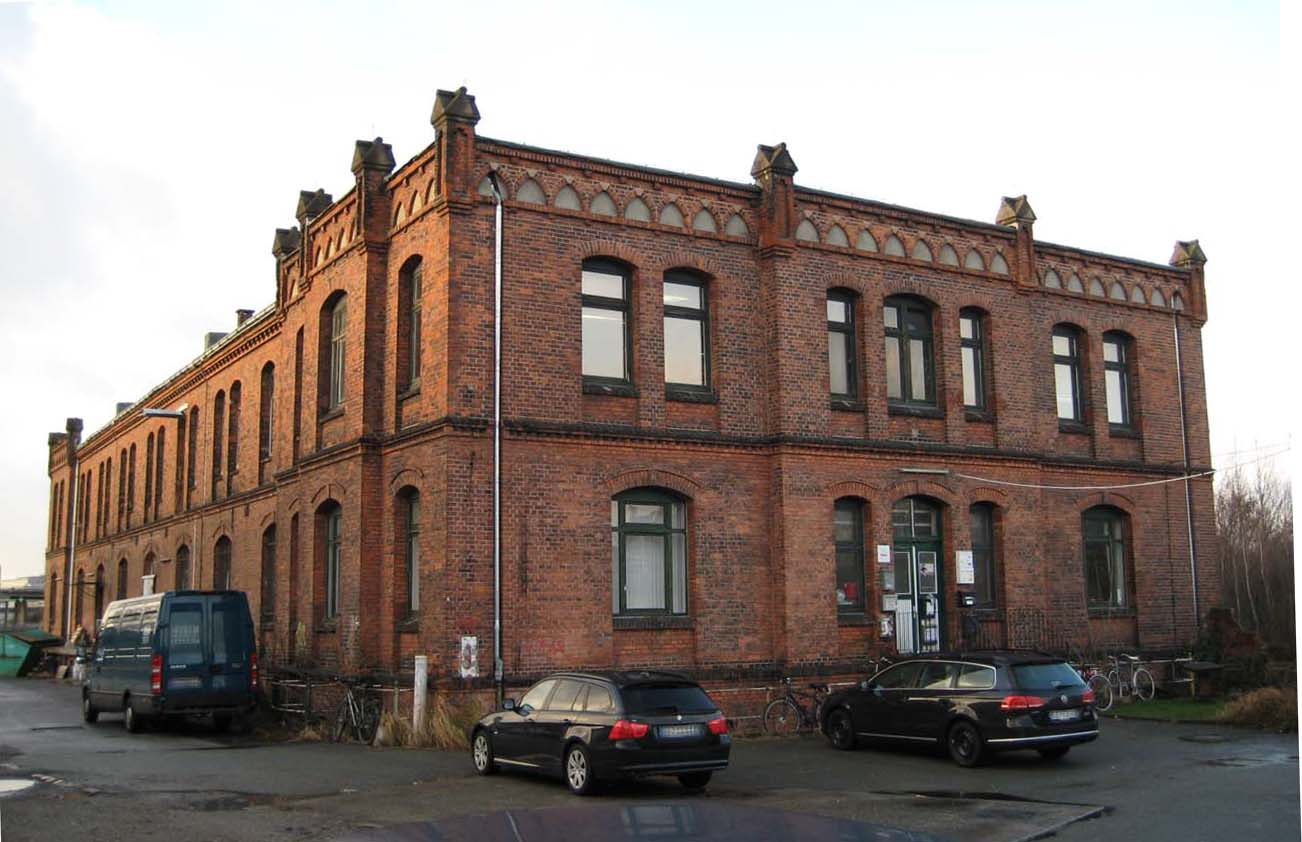
Das als Kleiderkasse bezeichnete Lagergebäude an der Harkortstraße

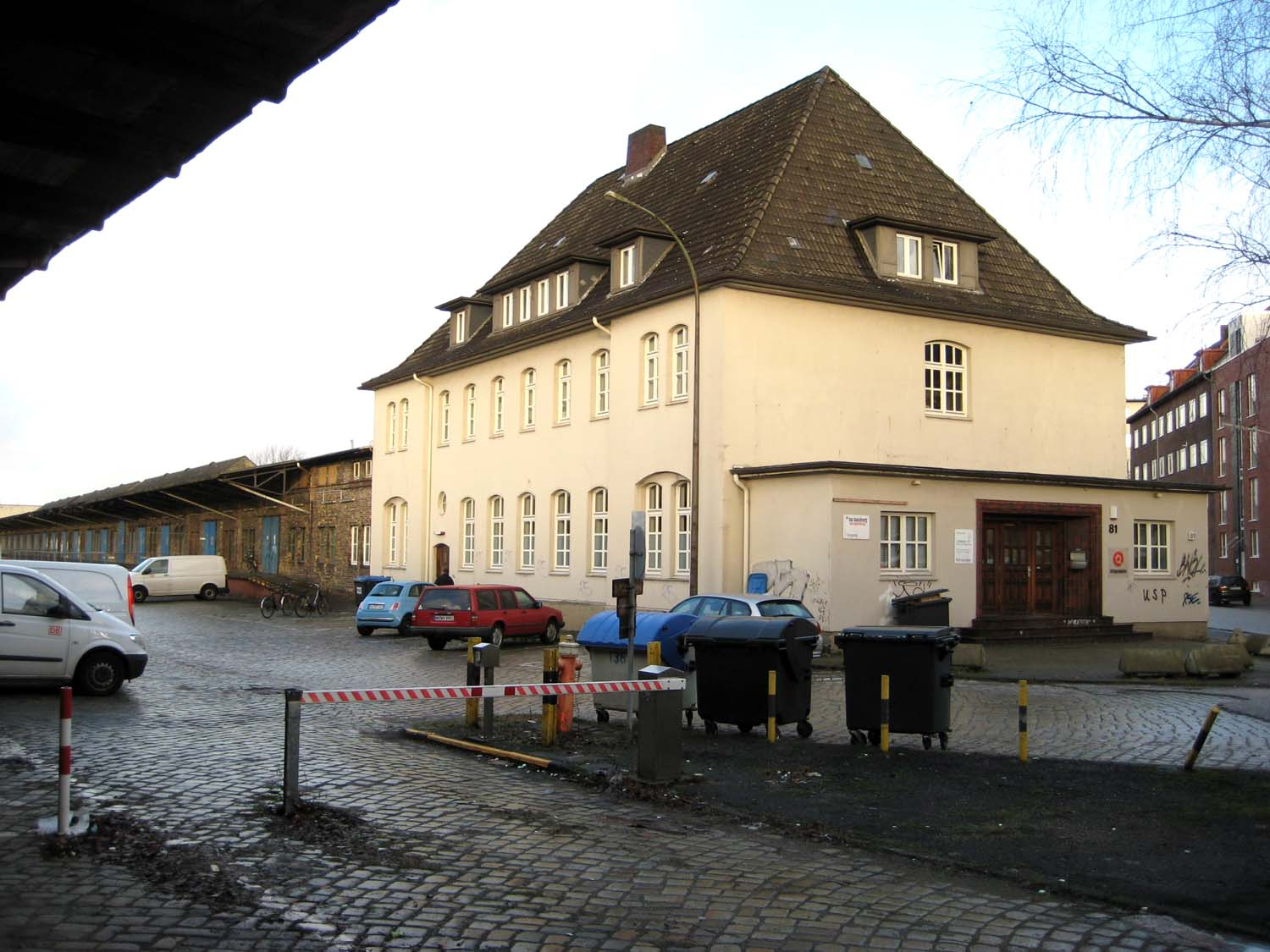
Dienstgebäude der Güterabfertigung am südlichen Ende des ehemaligen Empfangsschuppens

Bereits 1845 führte die Altona-Kieler Eisenbahn-Gesellschaft auf ihrem ersten Altonaer Bahnhof ein Jahr nach dessen Eröffnung einen Güterverkehr mit Eisenbahnwagen durch. Dazu wurden mittels Seilaufzug über einen mit Pferden betriebenen Göpel von den nahe dem Bahnhof, jedoch 30 Meter tiefer gelegenen Kaianlagen des Altonaer Hafens beladene Güterwagen über eine Steilrampe zum Altonaer Bahnhof hinauf- oder umgekehrt heruntergefahren. Es ist anzunehmen, dass diese Güterwagen auf den Gleisen des ersten Altonaer Bahnhofs bereits zu Zügen zusammengestellt und in Richtung Kiel weiterbefördert wurden. Ob sich dabei schon ein „Güterbahnhof“ nach heutigem Verständnis identifizieren ließ, ist nicht bekannt.
Der zunehmende Güterverkehr Anfang der 1870er Jahre mit täglich bis zu 80 Waggons über die Seilzuganlage forderte leistungsfähigere Lösungen und so wurde 1875 mit einer längeren, neuen Tunnelstrecke durch den sogenannten Schellfischtunnel eine unmittelbare, durchgehende Schienenverbindung geschaffen, auf der nun von der Altonaer Hafenbahn Züge mit mehreren Wagen von Lokomotiven befördert werden konnten.

## Lage und Verbindungen
Die vermutlich ab 1882 errichteten Güterbahnhofsanlagen entstanden am damaligen Rainweg, der heutigen Harkortstraße, im heutigen Stadtteil Hamburg-Altona-Nord zwischen dem Personenbahnhof Hamburg-Altona, dem Bahnbetriebswerk Altona und der Holsten-Brauerei.
Die unmittelbar vom Altonaer Güterbahnhof abgehenden Gleisbündel führen auf die Bahnstrecke Altona–Kiel mit der ab Elmshorn davon abzweigenden Marschbahn. Zum Übergang auf die eigentlich nahe dem Güterbahnhof abzweigenden Strecken der Hamburg-Altonaer Verbindungsbahn mit den nach dem Hauptbahnhof folgenden Abzweigungen nach Berlin, Hannover, Bremen und zum Ruhrgebiet sind dagegen erst einmal Rangierfahrten zur Bahnstrecke Altona-Kiel und eine Umkehrbewegung von dort notwendig.
Für die Güteranlieferung bzw. -abfahrt von bzw. auf der Straße mit LKW gab es mehrere seitliche Zufahrten von der Harkortstraße sowie von deren südlichem Ende eine Ladestraße zu den beiden ältesten Verladeschuppen von 1890 bzw. 1895. Diese Anlage besteht beim Stand 2012 noch.

## Erste bauliche Anlagen
Da die Güterverkehrsanlagen am Bahnhof Schulterblatt im Zuge der Planungen zum Umbau der Verbindungsbahn entfallen sollten, beschloss man im Nordfeld des Altonaer Bahnhofs einen neuen Güterbahnhof zu bauen.
Auf dem Gelände am Südende des vormaligen Rainwegs, der heutigen Harkortstraße wurde ein 170 Meter langer Versandschuppen errichtet, der später auf 270 Meter verlängert wurde. Auf einer französischen Karte, deren Erscheinungsdatum mit 1882 angegeben ist, erscheint dieser Schuppen links und in mittiger Höhe, nördlich des damals noch bestehenden ersten Altonaer Bahnhofs. Es ist dabei auch ein eigener Gleiszugang abseits von den Durchgangsgleisen eingetragen. Nach anderer Quelle soll dieser Versandschuppen jedoch um 1890 errichtet worden sein. Für verschiedene Zwecke erhielt er weitere kleinere Einzelanbauten. Auf einem Stadtplan von 1888 ist die Anlage als "Ottensener Güterbahnhof" eingetragen.
Etwa um 1895 (anhand von historischem Kartenmaterial) folgte diesem schräg gegenüberliegend an der Ladestraße ein weiterer Schuppen für den Güterempfang.
Das in dieser Zeit entstandene Ensemble mit der Ladestraße existiert noch heute und südlich schließt sich daran das in den 1930er Jahren gebaute, zweigeschossige Gebäude der Güterabfertigung an.
An der östlichen Seite der Güterempfangshalle wurden noch zwei Ladebahnsteige nebeneinanderliegend angefügt und später überdacht.

## Erweiterungen
Am nördlichen Ende der ersten beiden Verladeschuppen war zunächst eine Drehscheibe und ein Ringlokschuppen mit 16 Stellplätzen für die Wartung und Bereitstellung der Dampflokomotiven errichtet, später wurde nordwestlich davon noch eine zusätzliche Doppel-Drehscheiben- und Lokschuppenanlage in mehr als dreimal so großem Umfang (57 Stellplätze) errichtet; die als Bahnbetriebswerk Altona ab 1895 eine eigene Dienststelle bildeten. Diese Einrichtungen unterstreichen auch den Stellenwert des Altonaer Güterbahnhofs.
Nach dem Zweiten Weltkrieg wurden an der Stelle der ersten, kleineren Ringlokschuppenanlage in gleicher Ausrichtung wie die Güter-Empfangs- und die Versandhalle fünf Ladeplattformen mit beiderseitig daran verlaufenden Gleisen aufgebaut. Diese Güterbahnsteige sind längs für die Züge von Norden her zugänglich und am südlichen Ende durch einen Querbahnsteig in der Art eines Kopfbahnhofes verbunden. Von dem Querbahnsteig verläuft eine mehrschiffige Halle nordwärts und überdeckt die fünf Ladeplattformen. 1959 wurde der Querbahnsteig mit einem eigenen Gebäude überdeckt. Die von den sämtlichen Hallen abgedeckte Fläche liegt bei 25.000 Quadratmetern, die größte durchgehende Länge eines der nebeneinander versetzt angelegten Hallenschiffe liegt bei 450 Metern.
Aus nordwestlicher Richtung mit einer Gleisharfe an den Rainweg bzw. die spätere Harkortstraße anstoßend und von dieser aus zugänglich gab es schon vor 1914 die frei liegenden Ladestraßen 1 bis 6, wobei zwischen Ladestraße 5 und 6 die Eilgutabfertigung einen eigenen Schuppen hatte. Später wurde hier ein Gebäude der Zollabfertigung gebaut. Südlich davon zogen sich parallel sechs reine Rangiergleise entlang.
1920 wurde der älteste Lokschuppen samt Drehscheibe aus der Anfangszeit abgerissen, um einer weiteren Verladehalle Platz zu machen.

## Der Güterbahnhof der Altonaer Hafenbahn
Der Altonaer Güterbahnhof war insbesondere für die Seefisch-Frischfischtransporte von Bedeutung, da über den Altonaer Hafen große Teile des Frischfisches für den Verbrauch in Deutschland angelandet wurden. Die Gleise der Altonaer Hafenbahn führten letztlich ausschließlich zu den Gütergleisen des Altonaer Bahnhofs. Der eigene Güterbahnhof dieser Bahn auf den Kaianlagen des Altonaer Hafens war somit gewissermaßen eine Außenstelle des „eigentlichen“ Altonaer Güterbahnhofs.

## Dienststellen und Bezeichnungen
Am 1. Juli 1930 wurde die Gütertarifstation Altona umbezeichnet in Altona Hgbf, die GA (Güterabfertigung) Altona in GA Altona Hgbf, die GA Altona Kai in GA Altona Hgbf Kai, die EilGA (Eilgüterabfertigung) Altona in EilGA Altona Hgbf.
1938 erfolgte wieder eine Umbezeichnung von Altona Hgbf in Hamburg-Altona und von Altona Hgbf Kai in Hamburg-Altona Kai.

## Beendigung des Betriebs
Zu Anfang der 1970er Jahre ging der Bedarf an Bahntransporten vom Altonaer Hafen aus zunehmend zurück, bzw. wurden diese von Kühl-Lastwagen übernommen. So wurden in dieser Zeit bereits an einigen Kaischuppen die Gleise der Hafenbahn abgebaut.
Während zuvor durchschnittlich täglich 90 Güterwagen auf dem Altonaer Güterbahnhof behandelt wurden, lag das Frachtaufkommen vom Altonaer Hafen Ende der 1980er Jahre bei nur noch 100 Wagenladungen jährlich.
Dies führte 1992 zur Stilllegung des Hafen-Güterbahnhofes und in der Folge wurde das Umladegeschäft auf dem Altonaer Güterbahnhof eingestellt. Zum 31. Dezember 1996 wurde die Expressgutbeförderung und ein Jahr später auch die Stückgutbeförderung aufgegeben. Damit war das Ende des Güterbahnhofbetriebes erreicht.

## Denkmalschutz
Die Hamburgische Denkmalschutzpflege hat die Hallenanlage des Güterbahnhofs, insbesondere die vor 1900 gebauten gegenüberliegenden Güterversand- und Empfangshalle und die an beiden jeweils südlich angesetzten Gebäude der Güterabfertigung und der Technischen Dienststelle sowie das 1959 errichtete Quergebäude in die Liste der erkannten Denkmäler aufgenommen. Das Denkmalschutzamt erachtet diese als „die für große Endanlagen typische Anordnung“. Als Denkmal erkannt sind ferner auch das als „Kleiderkasse“ bekannte zweigeschossige Backsteingebäude an der Harkortstraße 125 und der markante Wasserturm des benachbarten Bahnbetriebswerkes.

## Nachnutzung
Im Zuge der Umgestaltung des Geländes für den Bau des neuen Stadtteils Neue Mitte Altona finden auch Teile des alten Güterbahnhofs neue Verwendung. So ist in einem Gebäudeteil mittlerweile ein Edeka-Bio-Markt eröffnet worden, und an der Rückseite einer ehemaligen Ladehalle wurde eine Kita mit großem Spielplatz eröffnet. Das Stahlgerüst der Halle blieb dabei erhalten.